# Ambicodamus southwelli
Ambicodamus southwelli är en spindelart som beskrevs av Harvey 1995. Ambicodamus southwelli ingår i släktet Ambicodamus och familjen Nicodamidae. Inga underarter finns listade i Catalogue of Life.